# Diisopropyltryptamine
La diisopropyltryptamine (ou DiPT) est une tryptamine hallucinogène, structurellement proche de la psilocine. Elle a la particularité de provoquer principalement des déformations et hallucinations auditives.

## Historique
Le DiPT est découvert dans les années 1990 par Alexander Shulgin, et décrit pour la première fois dans son livre TiHKAL: The Continuation.
Il est aujourd'hui considéré comme un NPS, et est consommé à titre récréatif. Il reste en 2017 une substance marginale, peu répandue. Du DiPT est identifié en France pour la première fois en 2011.

### Statut légal
Il s'agit d'une substance contrôlée en Lettonie, ainsi que dans l'État de Floride.

## Chimie

### Structure chimique
Le DiPT est un dérivé de la tryptamine, dont on a substitué les deux atomes d'hydrogène du groupe amine par deux groupes isopropyle.

Il a pour formule semi-développée (CH(CH3)2)2N-(CH2)2-C8H6N.

### Synthèse
Deux voies de synthèse ont été proposées par Alexander Shulgin.

La première est réalisée à partir d'une solution d'indole, que l'on fait réagir successivement avec du chlorure d'oxalyle, de la diisopropylamine et du LAH.

La seconde est réalisée à partir de tryptamine, d'iodure d'isopropyle (en) et de DiPEA.

## Pharmacologie
Le DiPT est un agoniste des récepteurs sérotoninergiques 5-HT2A (en) et 5-HT2C (en), ainsi que des récepteurs NDMA mGluR2 (en) et mGluR3 (en).

## Effets
Chez l'humain, le DiPT est connu pour altérer principalement les stimulus auditifs, en produisant un effet de pitch shift. Cet effet est ressenti comme étant aléatoire, et des expériences menées par un élève d'Alexander Shulgin n'ont pas réussi à trouver de corrélation entre la fréquence du son original et celle du son entendu. Il serait potentialisé par la MDMA.
Cependant, cet effet n'a pas pu être observé sur des rats lors d'expérimentations cliniques.

### Effets recherchés
- distorsions sonores, effet de flanger, de pitch shift
- hallucinations auditives

### Effets secondaires
- Acouphène
- perte d'équilibre, de coordination
- gonflement de l'estomac
- confusion